# Machaeropalpus fasciatus
Machaeropalpus fasciatus (лат.) — род чешуекрылых из подсемейства совок-пядениц. Распространены только на острове Самоа. Единственный представитель рода Machaeropalpus.

## Описание
Голова и грудь коричневого цвета. Щупики прямые. Лоб пучком чешуек. Брюшко светло-коричневое. Усики у самок кольчатые (самцы не известны). Размах крыльев 36 мм. Встречаются в горах на высоте выше 800 метров над уровнем моря.